# Ulica Kazimierza Kantaka w Poznaniu
Ulica Kazimierza Kantaka (dawniej: Bismarcka) – krótka ulica w centrum Poznania (na osi północ-południe), stanowiąca łącznik handlowo-usługowy pomiędzy głównymi arteriami tego rejonu: Świętym Marcinem i ul. 27 Grudnia.
Ulica została wytyczona, jako jeden z nielicznych wyjątków od planu zagospodarowania tych terenów, nakreślonego przez Dawida Gilly'ego w końcu XVIII wieku. W połowie XIX wieku szukano tutaj nowych terenów pod budownictwo, co było przyczyną powstania traktu.
Nazwę Bismarcka nadano ulicy po 1870 na fali euforii po zwycięstwie nad Francją. Była to pierwsza w Poznaniu nazwa osobowa nie pochodząca od głowy koronowanej i nadana za życia patrona.
Przy ulicy znajdują się różnego rodzaju placówki handlowe i gastronomiczne. W przeszłości funkcjonowała tutaj jedna z najpopularniejszych w mieście piwiarni – Bismarck-Tunnel (pod numerami 2/4). Południowy skraj ulicy przechodzi prześwitem pod modernistycznymi budynkami Domów Towarowych Alfa. Na północnym skraju zrealizowano także modernistyczny budynek delikatesów Kasia.
Przy wschodniej pierzei stoją okazałe kamienice, nawiązujące do architektury pałacowej:
- ul. Kantaka 2: powstała na terenie wykupionym przez Posener Bau Bank, budujący rezydencje dla zamożnej klienteli. Charakteryzuje się monumentalną fasadą, zaakcentowaną wydatnym portykiem. Zaprojektowana przez Franza Negendanka i zbudowana w latach 1872-1874. Według Marcina Libickiego obiekt nawiązuje formalnie do kamienic wiedeńskiego ringu i budynków publicznych Paryża. Podobne realizacje powstawały w Berlinie dopiero w latach 80. XIX wieku, a zatem prawie 10 lat później,

- ul. Kantaka 4: pochodzi z lat 70. XIX wieku i utrzymana jest w stylu klasycystycznym. Posiada monumentalną kolumnadę, zwieńczoną trójkątnym frontonem. Mieści m.in. Instytut im. Oskara Kolberga.

W kamienicy pod numerem 8/9 (wówczas cukiernia Michała Michalskiego) odbył się pierwszy w Poznaniu publiczny pokaz filmowy (1896). Wyświetlono m.in. film ukazujący wizytę cara Mikołaja II w Paryżu na projektorze Tomasza Edisona. W budynku pod numerem 10 otwarto 30 czerwca 1945 jedną z pierwszych w mieście księgarni po zakończeniu wojny. Jej właścicielem był Karol Wilak. Pod numerem 5 działała natomiast od 1 września tego samego roku reprezentacyjna kawiarnia Cristal należąca do mistrza cukierniczego Stanisława Kędziory.